# Hohenbaden
Het slot  Hohenbaden (bij de oprichting burcht Hohenbaden, thans oude slot) in het Duitse Baden-Baden was de verblijfplaats van de markgraven van Baden. Het slot werd rond 1100 door Herman II van Baden (1074–1130) gebouwd op de westflank van de Battertrots. 
Onder markkgraaf Bernard I (1372–1431) ontstond de gotische onderburcht. Deze werd door Jacob I van Baden, markgraaf van 1431 tot 1453, opnieuw uitgebreid. Op zijn hoogtepunt had het slot honderd ruimten. Christoffel I bouwde het nieuwe slot in de stad Baden zelf en verhuisde in 1479. Het oude slot deed vervolgens dienst als weduwenverblijf totdat het in 1599 door brand werd verwoest.

Hohenbaden - Altes Schloss Hohenbaden
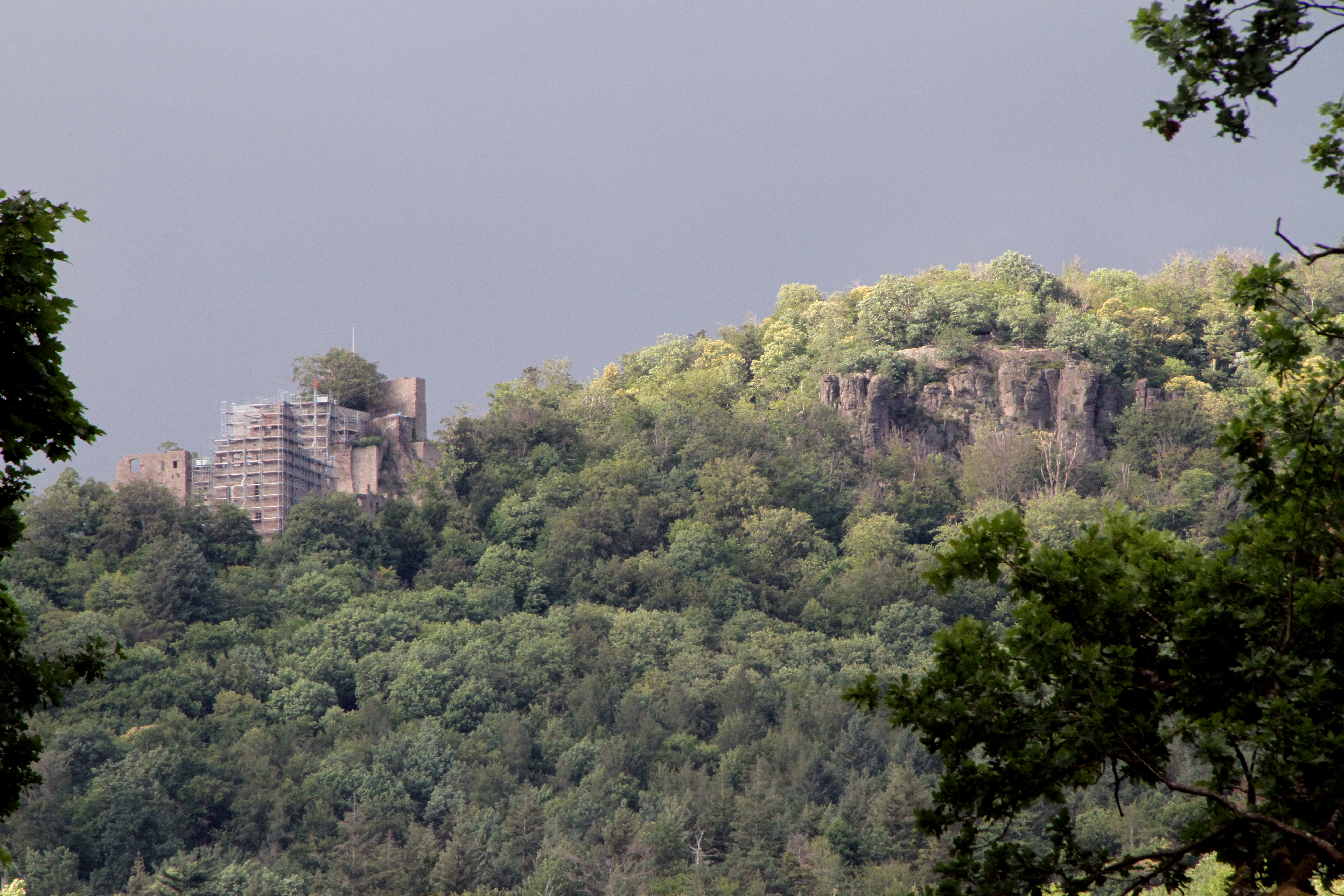
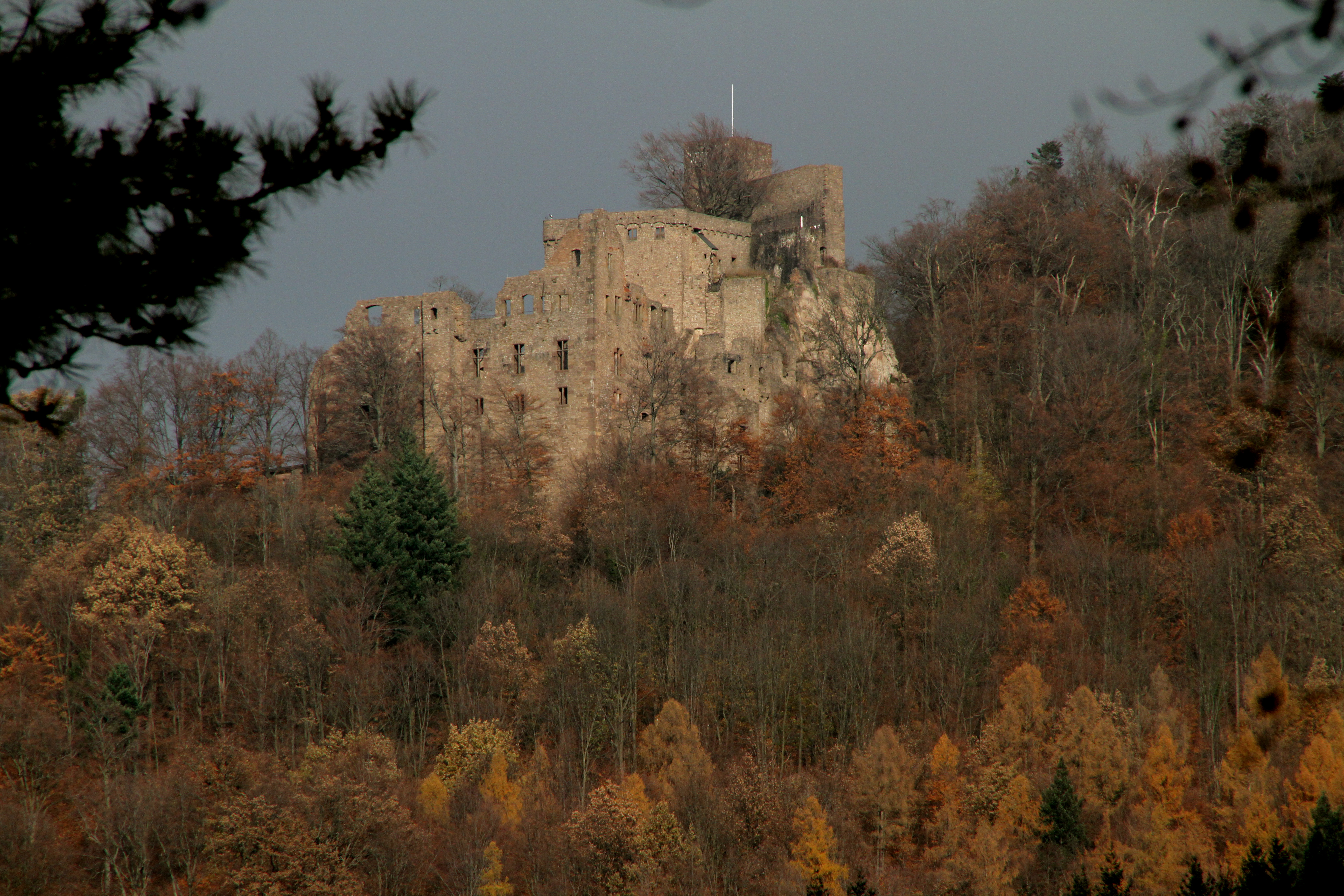
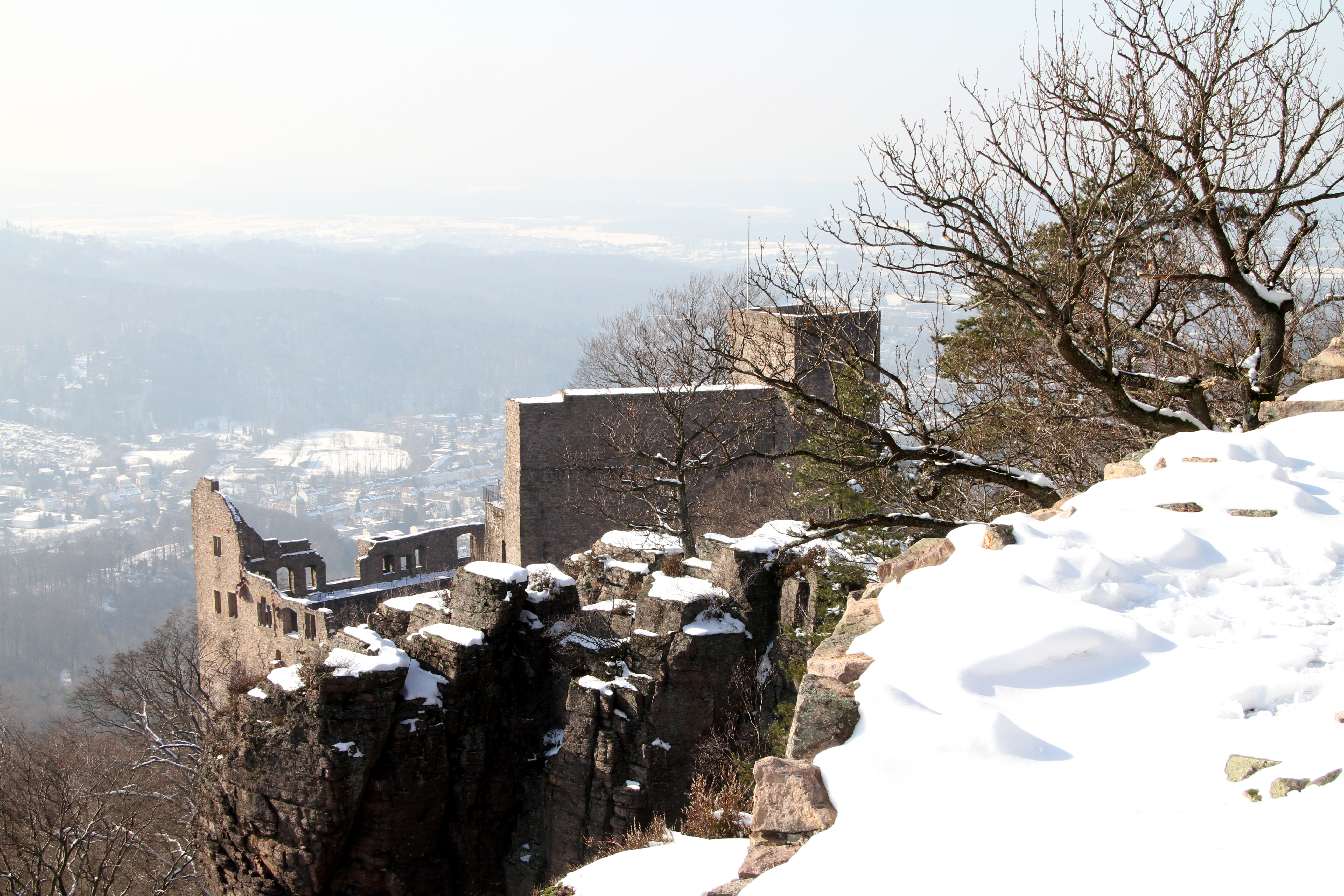
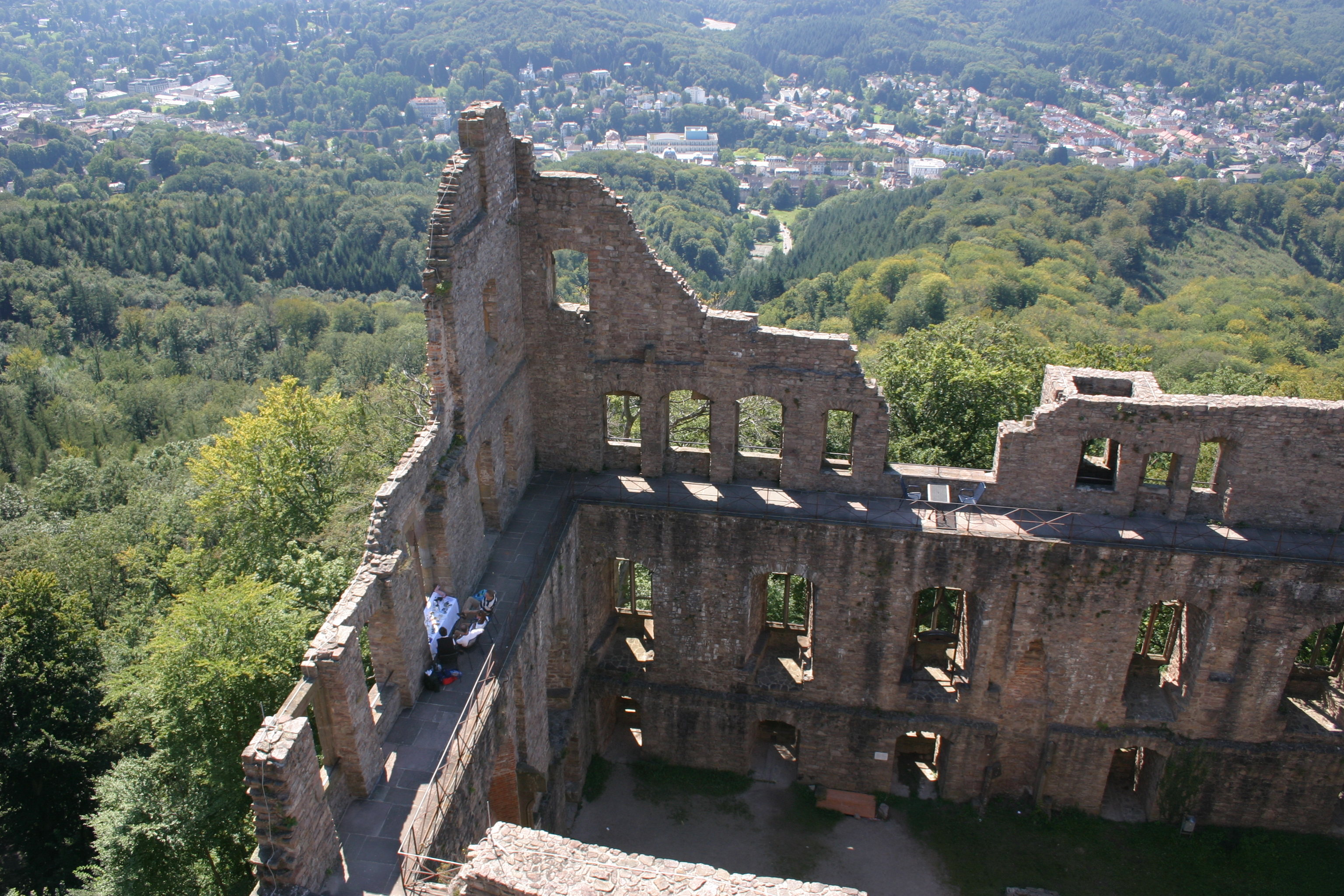
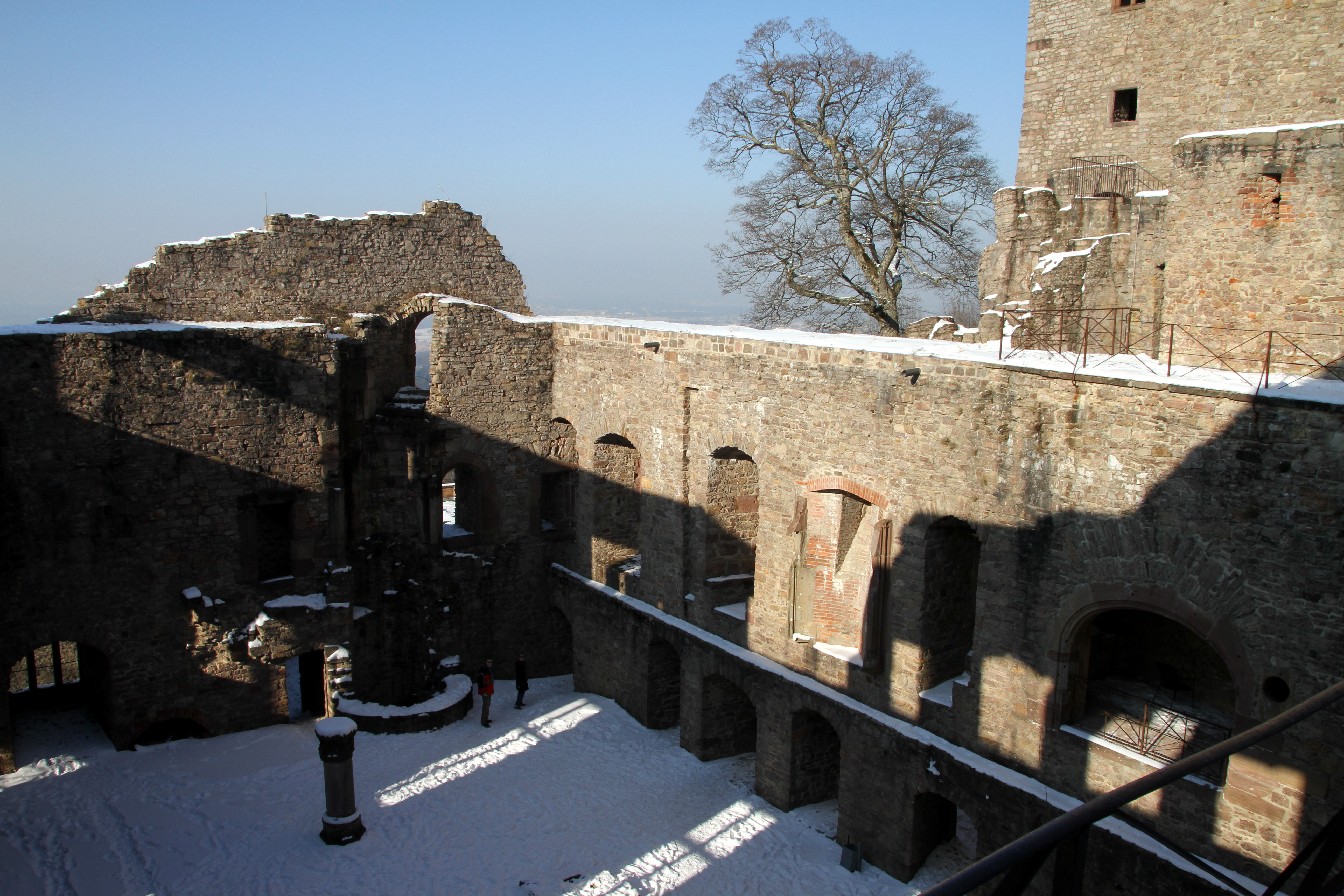
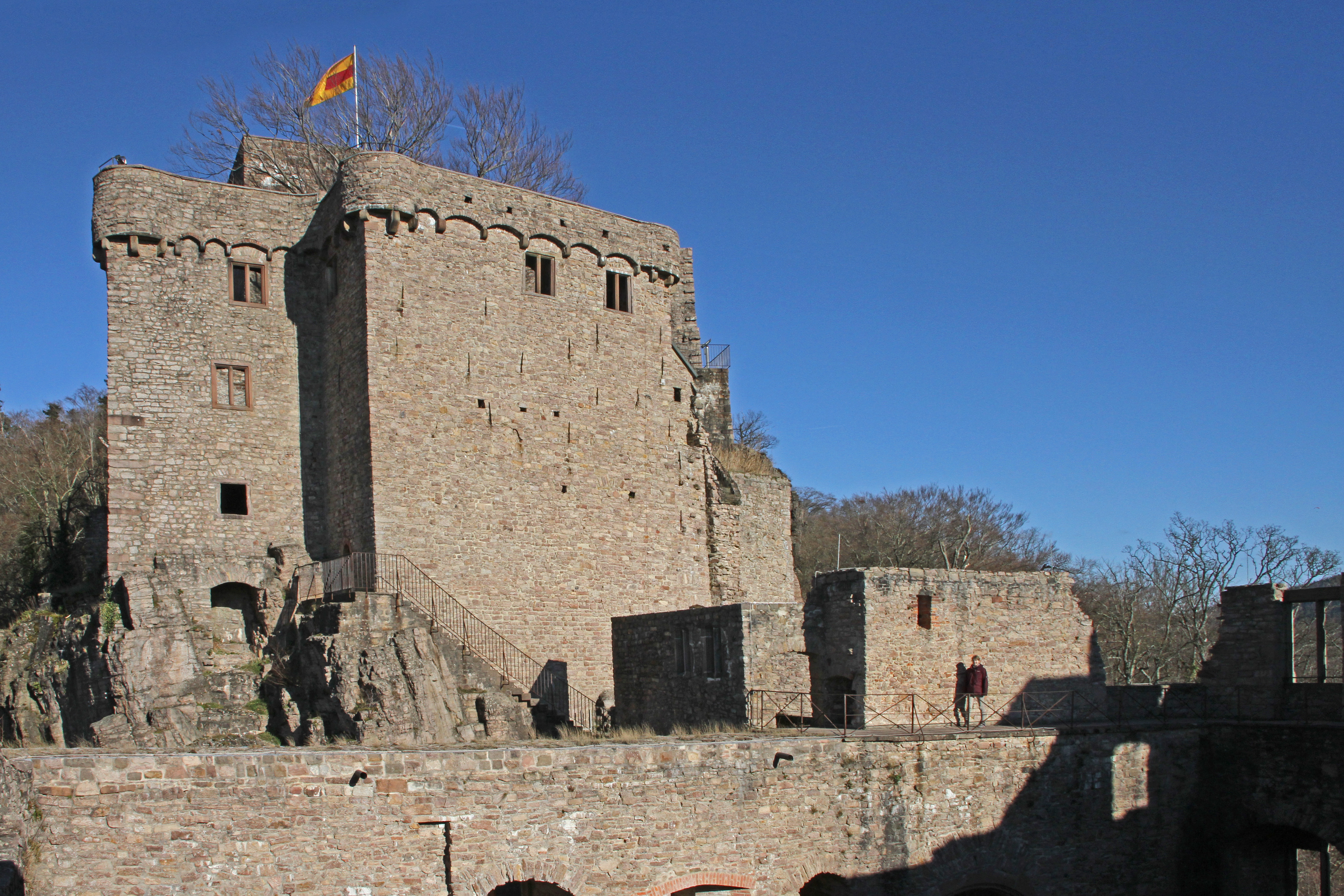
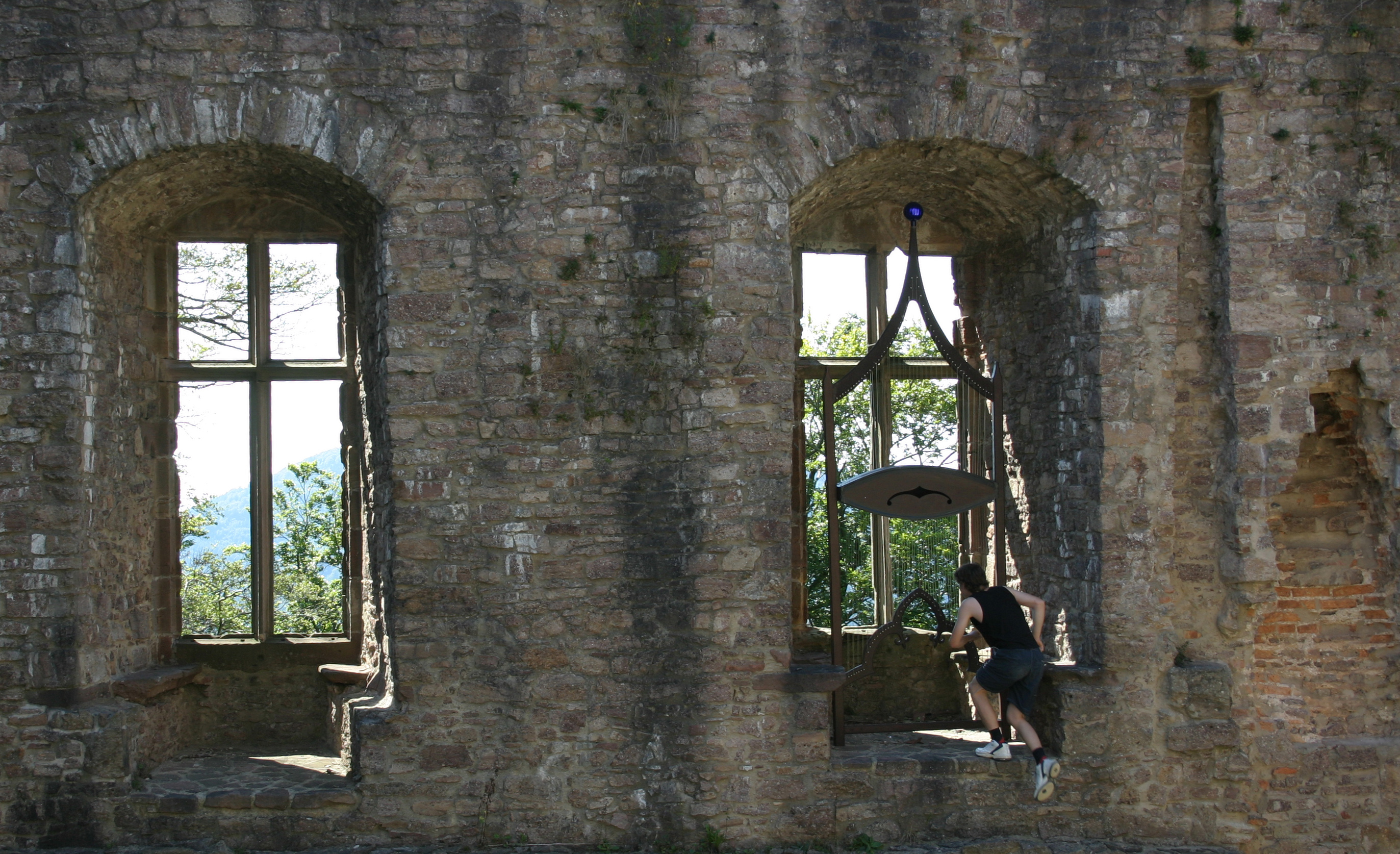
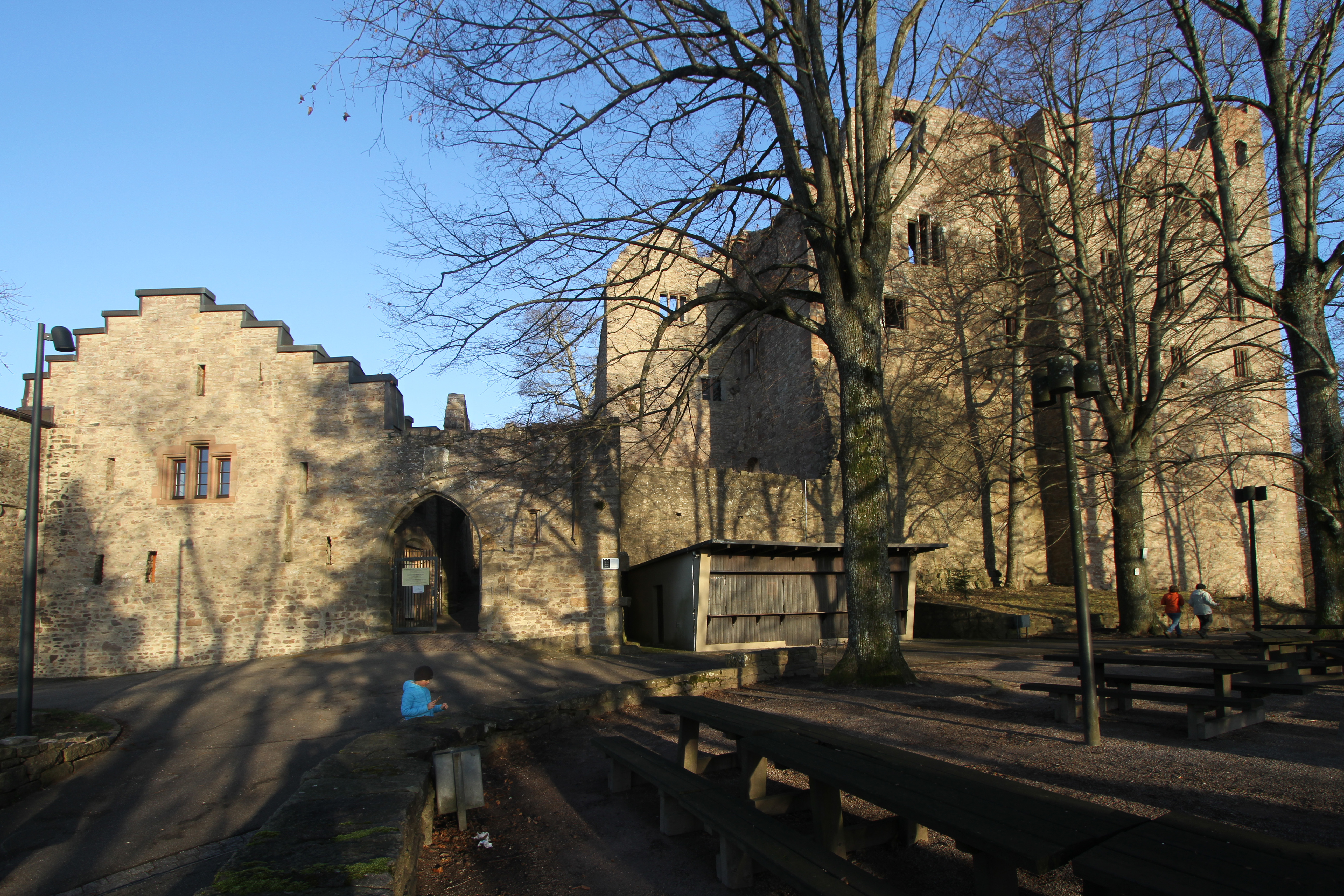